# Grotte de la Marche
La grotte de la Marche est une grotte préhistorique située à Lussac-les-Châteaux, dans la Vienne, en Poitou-Charentes, région Nouvelle-Aquitaine.
C'est l'un des sites archéologiques les plus importants pour les gravures sur pierre de l'époque magdalénienne. Elle a livré des plaques de calcaire sculptées reposant sur ou dans la couche archéologique du Magdalénien III (selon la classification d'Henri Breuil).
Les sagaies de Lussac-Angles, du nom de la commune et de Angles-sur-l'Anglin, sont considérées comme un « fossile-directeur » typique du Magdalénien III.

## Situation
La grotte est à 35 km au sud-est de Poitiers, en rive droite (côté nord) de l'étang alimenté par le ruisseau affluent de l'Arrault qui coule au nord de la ville de Lussac-les-Châteaux, en face du bourg. La rivière Vienne coule à environ 2 km à l'ouest.
Elle est à seulement quelques centaines de mètres de la grotte des Fadets, située sur la rive nord de l'étang de Lussac et découverte par A. Brouillet vers 1860.

## Historique
La grotte est explorée en 1914 par Henri Lavergne, qui n'y trouve que quelques outils de silex et rien qui n'y retienne son attention.
Le faible nombre de sites magdaléniens connus dans le département de la Vienne incite un groupe de fouilleurs de Lussac-les-Châteaux à explorer méthodiquement cette région. Parmi eux se trouvent E. Raveau, déjà connu pour ses fouilles en Dordogne, le Dr Robert Soueix, Stéphane Lwoff, Léon Péricard, Jean Leclerc et quelques autres érudits établis à Lussac.
En 1937-1938, quatre nouveaux gisements sont détectés à moins de 4 kilomètres de Lussac. Sur l'indication de plusieurs résidents, des sondages sont effectués dans le secteur de la Tannerie/Barboterie puis de la Marche quelques mètres plus loin. En novembre 1937, Léon Péricard explore la grotte de la Marche. La grotte se révélant très riche en matériel lithique, il associe à ses fouilles Stéphane Lwoff, ancien élève de l'École du Louvre et frère du prix Nobel André Lwoff.
Leurs travaux mettent au jour un site lithique exceptionnel. Le célèbre préhistorien Henri Breuil est aussitôt contacté et accompagne les deux chercheurs. Les fouilleurs consignent leurs découvertes dans le bulletin de la Société préhistorique française (SPF) et Lwoff effectue ses premières publications. Par la suite, l'abbé Breuil séjourne de nombreuses fois à Lussac, où il fait des fouilles et trouve lui-même de nombreuses plaques gravées. Il confirme la découverte auprès de la SPF et auprès d'Henri Bégouën, qui doute un temps de l'authenticité des gravures. La Société préhistorique française l'atteste en même temps.
Les inventeurs continuent à explorer le sol jusqu'en 1945, époque à laquelle ils interrompent leurs recherches à la suite de la mise en place de la loi sur les fouilles et leur demande d'autorisation de poursuivre n'étant pas accordée. Lwoff a pris la précaution de laisser en place, en arrière du pilier rocheux, un important témoin de la couche archéologique contenant des pierres gravées et s'en est entretenu avec Breuil qui donne des directives aux autorités spécialisées de l'époque.
Malheureusement et sans doute par manque d'intérêt aussi localement, la grotte reste ouverte à tous les vents et n'est pas classée. Huit années passent lorsque le Dr Pradel souhaite examiner les déblais en 1953. Le professeur Patte lui accorde une autorisation verbale ! Malheureusement, Pradel entame la couche archéologique laissée intacte par Stéphane Lwoff. Le résultat de ses fouilles est toutefois consigné dans une monographie. Il y revient en 1957 et 1958.
Les fouilles sont ensuite reprises par Jean Airvaux dans les années 1980, cependant que Lwoff poursuit ses publications sur l'industrie en pierre ou en os à partir du matériel qu'il a recueilli avec son ami Léon Péricard. Le docteur Léon Pales et Marie Tassin de Saint-Péreuse ont consacré 4 ouvrages à l'étude des pierres gravées de la Marche.
En 1970, le préfet de la Vienne veut voir la cavité en passant à Lussac. Il est choqué de l'inexistence de protections. Des grilles sont posées et son classement s'ensuit en avril de la même année. Les deux inventeurs du site reposent au cimetière de Lussac sans aucune marque d'hommage.

## Occupation
Magdalénien III, moyen Aquitain (IV), entre environ 17 000 et 12 000 ans AP.

## Les plaques gravées

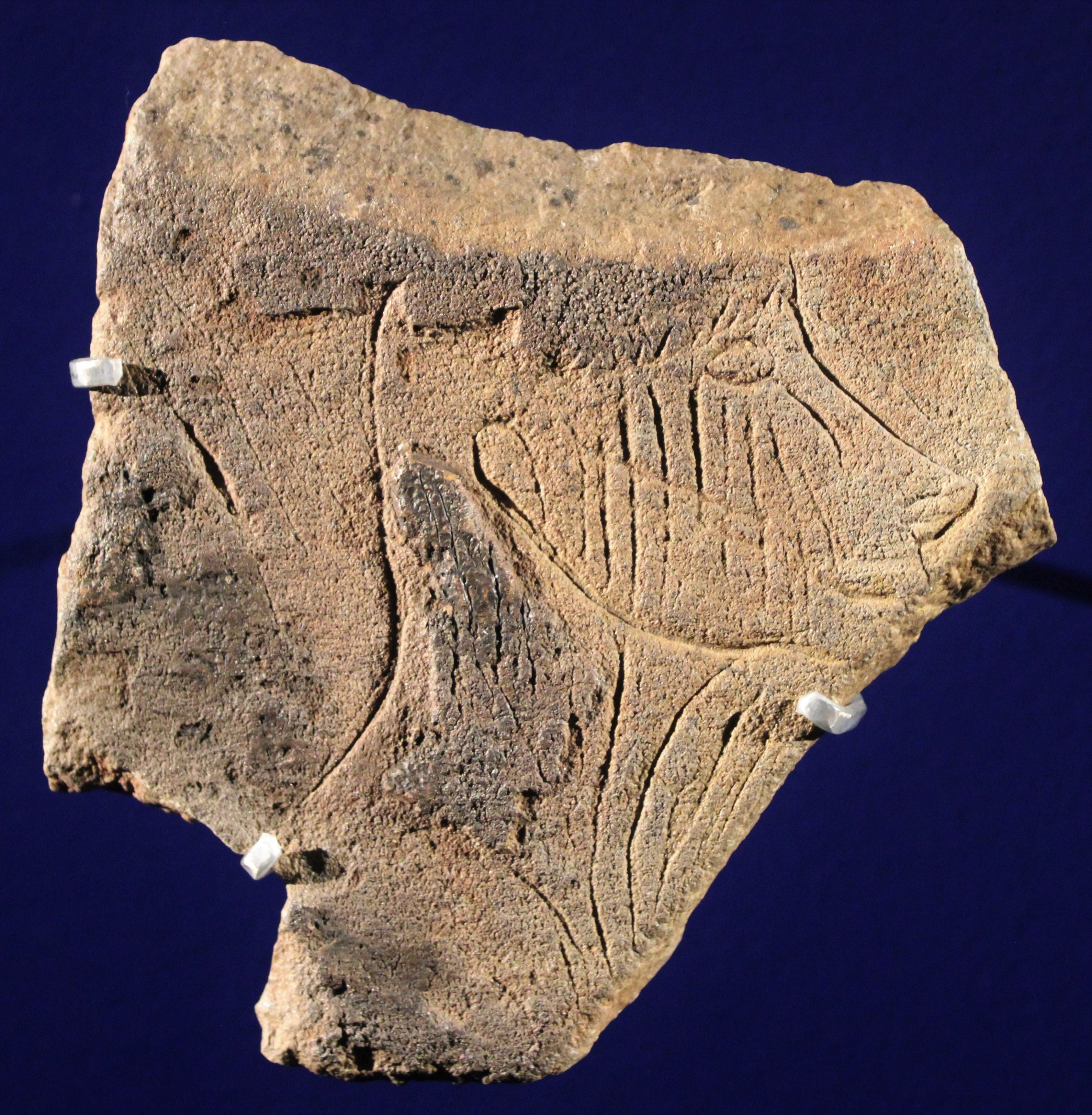
Plaquette gravée d'une tête humaine de profil provenant de la Grotte de la Marche. Magdalénien moyen, v. 17000 AP.

Une abondante collection de 1 512 plaques en calcaire gravées, unique dans l'histoire de l'archéologie préhistorique, est regroupée au Musée de l'Homme. Certaines sont aussi regroupées au musée de la préhistoire de Lussac-les-Châteaux. En mettant en œuvre des techniques d'analyse novatrices pour l'époque (empreintes, relevés, calques, photographies), Léon Pales et Marie Tassin de Saint-Péreuse ont pu décrire de nombreuses formes et figures de lecture difficile à partir des enchevêtrements de lignes superposées,. L'une d'elles représente un visage humain vu de face.
Aucun autre site n'a livré une telle quantité de pierres gravées (plaques, plaquettes, blocs de calcaire). En Aquitaine, ces plaques gravées et la frise pariétale d'Angles-sur-l'Anglin sont les œuvres les plus représentatives du Magdalénien III.
La grotte de la Marche est devenue un site de référence, « le plus riche en œuvres d'art mobilier » selon André Leroi-Gourhan[réf. nécessaire] — après celui d'El Parpalló (Espagne), riche de 6 000 pièces.

## Déplacements et échanges
La grotte de la Marche a livré plusieurs centaines de scories volcaniques de la taille d'un poing, provenant au plus près et selon toute probabilité du Massif Central, à au moins 200 kilomètres.
On y trouve aussi des os hyoïdes portant des encoches latérales, également présents à La Güelga, à Tito Bustillo, à Abauntz (eu) (Navarre) ; l'éloignement de ces sites indique des échanges sur de longues distances.
Mais les échanges et/ou déplacements ne sont pas si fréquents ; par exemple les dents de poulain portant un triangle pubien gravé ne se rencontrent pratiquement qu'entre Vienne et Charente (Angles, La Marche, Montgaudier). Un seul exemplaire est connu en dehors de cet espace limité (Laugerie-Basse), à environ 100 km - ce qui est peu éloigné.